# Midar
Midar (arabisch ميضار, Tarifit ⵎⵉⴹⴰⵔ) ist eine marokkanische Stadt und Hauptort einer Gemeinde (commune urbane) mit insgesamt ca. 15.500 Einwohnern in der Provinz Driouch in der Region Oriental.

## Lage und Klima
Midar liegt im Zentrum des Rifgebirges in einer Höhe von ca. 360 m; die Mittelmeerküste ist ca. 25 km (Luftlinie) in nördlicher Richtung entfernt. Die nächstgrößeren Städte sind Nador (Fahrtstrecke ca. 80 km) im Nordosten bzw. Taza (ca. 120 km) im Süden. Das Klima in Midar ist insgesamt eher trocken und warm; Regen (ca. 400 mm/Jahr) fällt überwiegend im Winterhalbjahr.

## Bevölkerung
| Jahr      | 1982   | 1994   | 2004   | 2014   | 2024   |
| Einwohner | 20.723 | 15.396 | 16.022 | 15.021 | 15.391 |

Weit über 80 % der Einwohner sind berberischer Abstammung; gesprochen werden hauptsächlich Tarifit und auch wenn eher selten Marokkanisches Arabisch.

## Wirtschaft
Im Zentrum des wirtschaftlichen Geschehens steht immer noch die Landwirtschaft, in der – neben dem Anbau von Getreide (Gerste und Weizen) – der Olivenanbau eine große Rolle spielt. In der Stadt selbst haben sich Gewerbetreibende und Dienstleister aller Art niedergelassen.

## Geschichte
Bereits um die Mitte des 19. Jahrhunderts versuchte Spanien erstmals nach langer Zeit, seinen Einfluss in Nordafrika auszudehnen (Ceuta und Melilla waren ja bereits seit dem ausgehenden Mittelalter portugiesische bzw. spanische Exklaven). Im Rifkrieg (1921–1926) wurde Midar von spanischen Truppen erobert und gehörte bis 1956 zu Spanisch-Marokko.

## Sehenswürdigkeiten
Midar hat weder historische noch anderweitig bedeutsame Sehenswürdigkeiten.